# Шпихлір і винний погріб (Ужгород)
Шпихлір і винний погріб — архітектурна пам'ятка національного значення у місті Ужгороді, виникнення якої датується 1781 роком. Охоронний номер — 1107. Місцезнаходження: місто Ужгород, вулиця Ракоці, 2.Споруда належить до службового типу приміщень і є цінним прикладом побудови господарських об'єктів, які створювались наприкінці 18 столітті
. Місцеві жителі та історики по відношенню до архітектурної пам'ятки вживають і інші назви: «Совине гніздо», «Богольвар».

## Історія

### Пам'ятка у XVIII—XIX столітті
У міських документах 1631 року міститься повідомлення про існування в Ужгороді пивоварного заводу. Проте, побудова винного погребу та шпихліру відноситься до 1871 року. Розташовувалось «Совине гніздо» у західного підніжжя Комітатської гірки, і гармонійно поєднувалось зі створеним ансамблем архітектури. Ця територія колись знаходилось при в'їзді на міське торговище. Склад вважався візитною карткою міста. У ньому зберігалось пиво, горілка та угорське зерно, а по сусідству з ним знаходились винні бочки. Серед товарів, які на постійній основі зберігались на складах, в наявності були овеча вовна на свине сало. Споруда пам'ятки складалась з двох частин. Відповідно, нижня частина цієї будівлі використовувалась як амбар та складське приміщення, а верхня частина була відведена під пивний завод. Закарпатське вино стало особливо популярним у 18 столітті, тоді його почали купувати і завозити до інших країн — Пруссії, Росії та Польщі. В 1889 році об'єкти, які колись розташовувались на території пивного заводу, були ліквідовані. Новий володар будівлі розташував на цьому місці готель, який отримав назву «Совине гніздо». Потім в цьому приміщенні відкрилось керамічне училище, на зміну якому прийшла столярна школа.

### Шпихлір та винний погріб у XX столітті
У першій половинні XX століття у просторих підвальних приміщеннях був відкритий винний бар, саме так пам'ятка здобула свою сучасну назву винного погребу. У 1930-х роках будівля могла бути знесена через сусідство з побудованим будинком поштамту. У 1944 році на другому поверсі приміщення колишнього пивзаводу розташовувалась міська продовольча карткова система, а на першому поверсі фонди Краєзнавчого музею. У цьому ж році верхній поверх був знищений, а потім будівля колишнього пивзаводу взагалі знесена. Вціліло тільки те приміщення, яка було оголошене пам'яткою архітектури республіканського значення. Проте, поступово будівля почала втрачати те значення, яке вона мала століття тому. Хоча і до нашого часу збереглись деякі запаси вин Закарпаття. Після 1940-х років у приміщенні будівлі стали розташовуватись організації торговельного напрямку. Протягом багатьох років приміщення було в недоглянутому вигляді.

### Реставрація у XXI столітті
У 2011 році відбулась його реконструкція. Зовнішній вигляд пам'ятки був покращений. Свої торгові традиції приміщення зберігає і у наші часи. Історична пам'ятка є популярним майданчиком для проведення різних фестивалів, вже традиційною є організація ярмарків. Наприкінці грудня 2011 року у підвальних приміщеннях шпихліру та винного погребу було проведене дійство під назвою «Від Різдва до Різдва». Його початок був анонсований на 26 грудня 2011 року. Тривав захід до 6 січня 2012 року. Серед товарів ярмарку були солодощі, прикраси, вино та мед. Взимку 2012 року у підвальних приміщеннях пам'ятки відбулось «Свято молодого вина». У наш час на території будівлі розташовується редакція газети «Ужгород», міський будинок культури та центр соціальних служб для молоді Ужгородської міської ради. Проте у подальшому планується заснувати на цьому місці центр історико-культурного значення. У 21 столітті свого розвитку набув проект «Ярослав-Ужгород: спільна ініціатива для покращення туристичної привабливості історичних міст побратимів». Цей проект функціонує у рамках програми «Польща-Білорусь-Україна 2007–2013». Сума, що закладена в проекті, сягає 900 тисяч євро. Проект має на меті сприяти розвитку туризму та зберегти архітектурну пам'ятку, яка розташовується за адресою вулиця Ференця Ракоці, 2. У квітні 2014 року завершилась розробка проектно-кошторисної документації та були проведені роботи по підготовці та оголошення тендеру щодо проведення робіт по реставрації пам'ятки. Наразі пам'ятка архітектури знаходиться на балансі Департаменту міського господарства Ужгородської міської ради. Обговорюється спектр робіт, які планують виконати під час реставрації будівлі. Для продовження робіт над пам'яткою залучать іноземних інвесторів.11 лютого 2015 року у столиці Польщі провели робочу зустріч, тема якої стосувалась реставрації пам'ятки національного значення «Совине гніздо». Зустріч проходила в Технічному Секретаріаті Програми транскордонного співробітництва «Польща — Білорусь — Україна 2007–2013». Приміщення мають були реконструйовані та облаштовані згідно встановлених умов проекту та зробити споруду цікавою для туристів..В Ужгороді на початку 2015 року була проведена нарада стосовно реалізації та проведення проекту по реконструкції «Совиного гнізда». Ремонтні роботи у будівлі станом на початок 2015 року не були розпочаті. Виконання реставраційних робіт у Польщі, які відбуваються згідно грантового проекту, підходять до завершення. Для виконання робіт в Ужгороді був отриманий звіт від ДП «Укрдержбудекспертиза». Планується оголосити тендер на проведення реставраційних робіт. Під час проведення сесії Ужгородської міської ради було прийнято рішення про збільшення суми, яку виділить міський бюджет для проведення реставрації. Раніше було оголошено, що її розмір становитиме 10% від необхідної суми, наразі заявлено, що буде виділено 50% необхідних грошових коштів. Завершення проекту може відбутись до кінця серпня 2015 року чи буде продовжене на рік. Роботи мали початись 3 квітня 2015 року.

## Архітектура
Архітектурний вигляд пам'ятки був деякою мірою змінений після ліквідації пивного заводу наступними власниками приміщень. Були здійснені прибудови, які викривили художній вигляд пам'ятки. Проте, монументальність залишилась характерною рисою пам'ятки, яка своїми обрисами нагадує середньовічний замок. При будівництві будинку використовувався рельєф та будівельне мистецтво. Довжина підвальних приміщень нараховує 150 метрів. Вона має довгасту форму, на кінцях якої є виступи у сторону вулиці Ракоці. Ширина будинку разом з виступами рівна 35 метрам, тоді як довжина будинку −78,4 м. На території пам'ятки розташовується вузький дворик. Будівля має Ш-подібний план. Внутрішнє подвір'я дворівневе, верхнє подвір'я укріплене за рахунок підпірної стіни. До нього можливий в'їзд по пандусу. Пам'ятка архітектури побудована із каменю вулканічної породи, для покриття двосхилого даху використана черепиця. У будівлі є підвальні приміщення. Перекриття набувають склепінчастого характеру. Три контрфорса забезпечують підтримку західного крила. Розташування будівлі біля самого підніжжя пагорба дозволяє використовувати приміщення найнижчого ярусу для зберігання вина.
На фронтоні архітектурного спорудження міститься повідомлення про дату — 1781 рік . По сторонах будівлі розміщуються виступи, зовнішній вигляд яких нагадує башти. Між ними розташовується тераса, звернена у сторону вулиці Ракоці.
У 1980 році, на момент визнання будівлі пам'яткою архітектури, площа ділянки, на який вона розміщувалась, була рівна 2680 метрам квадратним, а конкретно під будівлю було відведено 1383 квадратні метри. Приміщення, які розташовувались там, переважно використовувались як складські. Частина ділянки, яка залишилась, була пристосована під майстерні та контори. Восени 2011 року територію будівлі огородили кованим парканом. У рамках реставраційних робіт здійснили заміну старого мощення на ділянці біля винного льоху. Підвали будівлі були очищені
. Фахівці, якими була оглянута будівля, дійшли висновку про необхідність заміни покрівлі, яка перебуває у поганому стані. Кам'яні стіни зазнали корозії і потребують відновлення
.

## Галерея

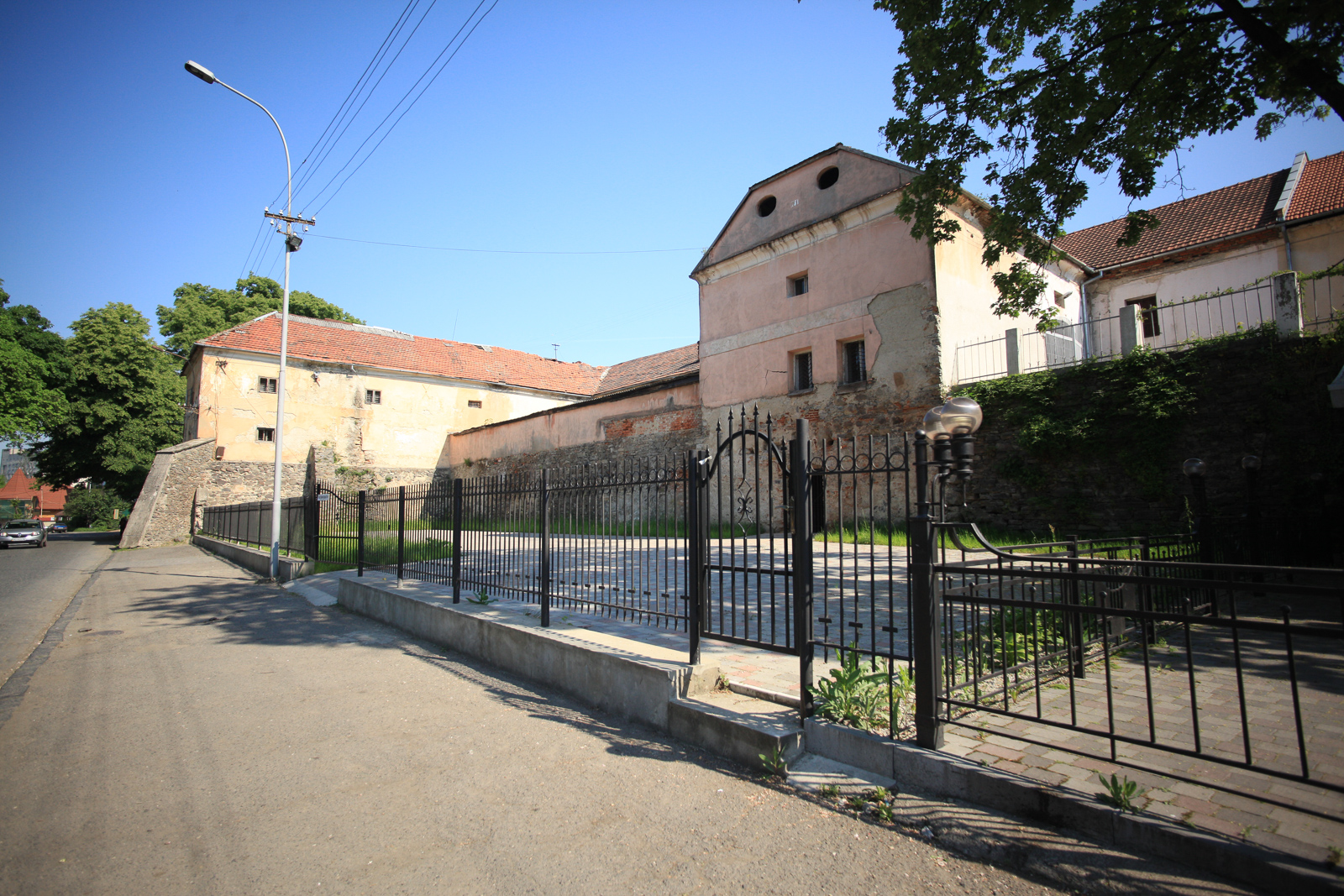
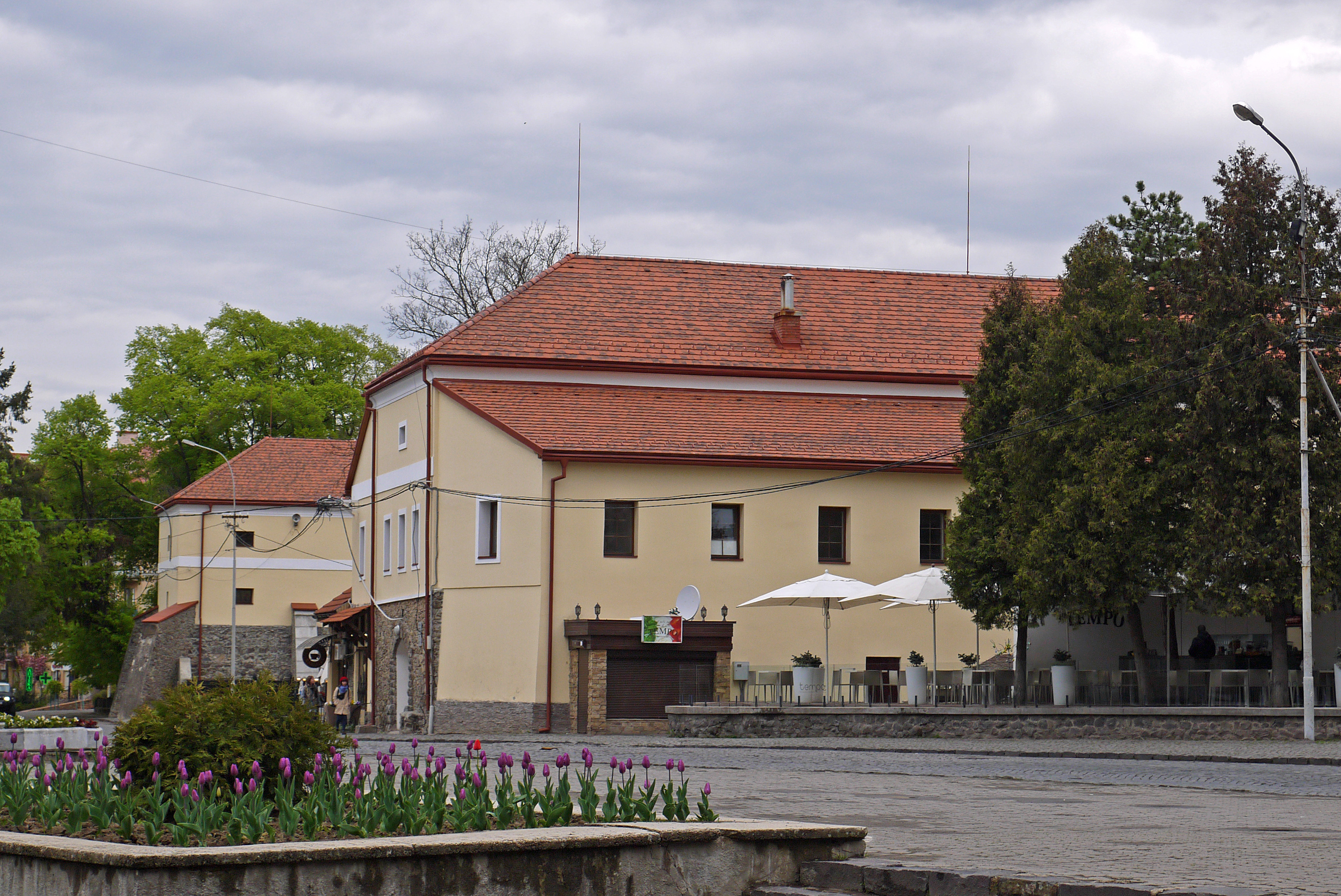
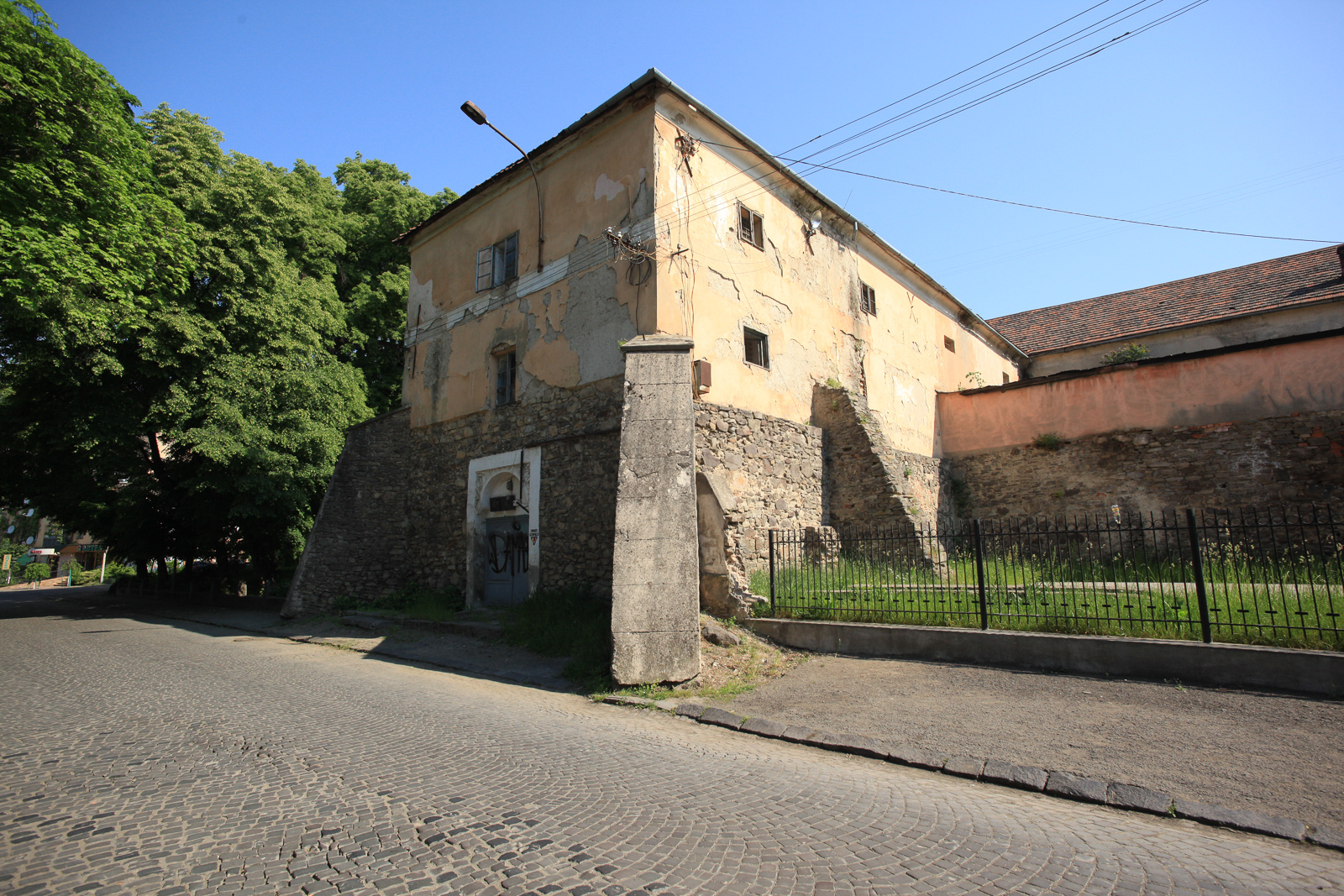
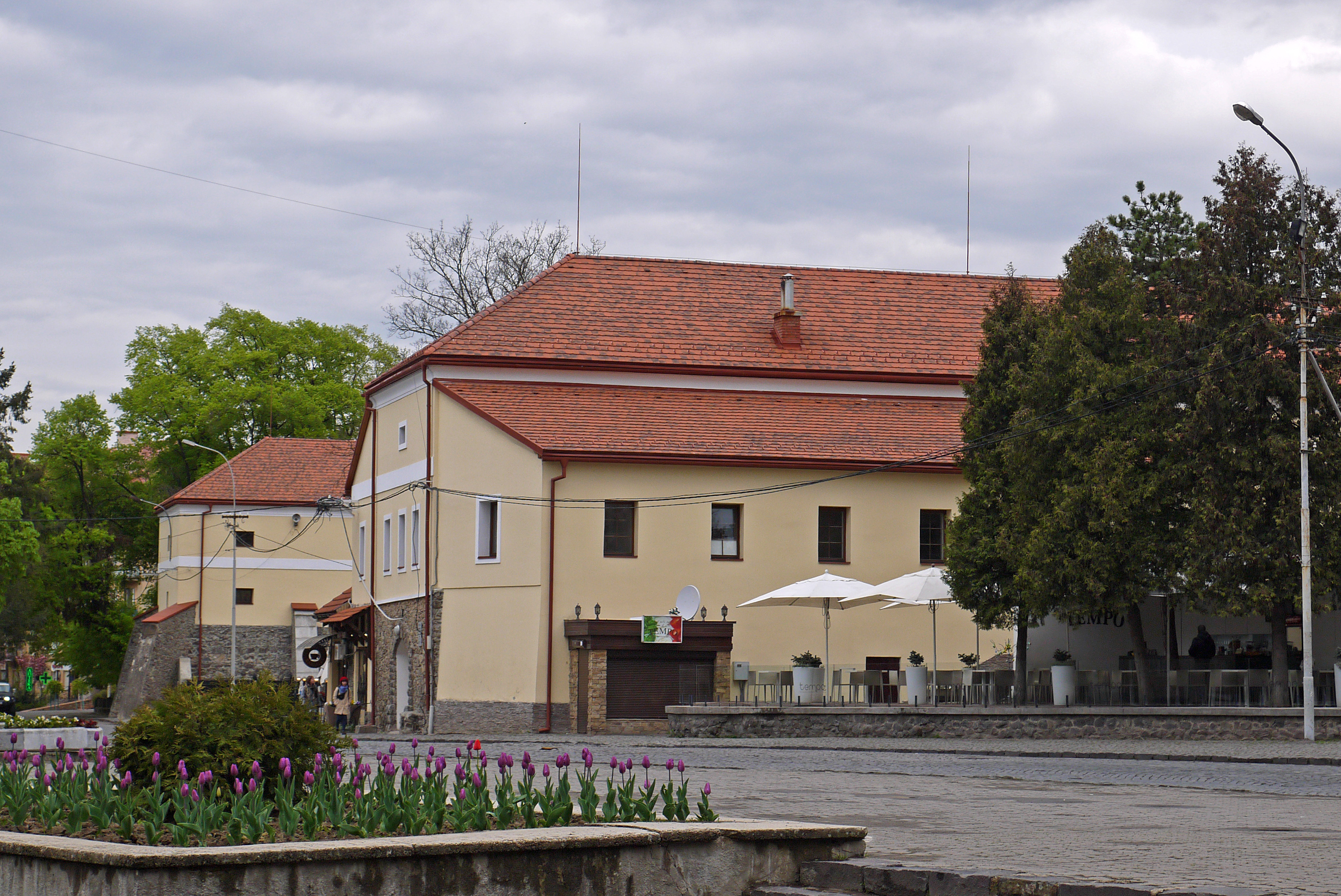